# Рембелін (Плоцький повіт)
Рембелін (пол. Rembielin) — село в Польщі, у гміні Брудзень-Дужий Плоцького повіту Мазовецького воєводства.
Населення — 170 осіб (2011).
У 1975-1998 роках село належало до Плоцького воєводства.

## Демографія
Демографічна структура станом на 31 березня 2011 року:
|          | Загалом | Допрацездатний вік | Працездатний вік | Постпрацездатний вік |
| -------- | ------- | ------------------ | ---------------- | -------------------- |
| Чоловіки | 78      | 13                 | 54               | 11                   |
| Жінки    | 92      | 25                 | 50               | 17                   |
| Разом    | 170     | 38                 | 104              | 28                   |